# 范鑛
范鑛（16世紀—1657年10月27日），號我蘧，四川敘州府富順縣人，明朝、南明政治人物。

## 生平
范鑛是萬曆二十年未殿試貢士范岷彚的嗣子，生父范岷獻，萬曆四十三年（1615年）中舉人，到四十七年（1619年）成己未科進士，都察院觀政，選授浙江上虞縣知縣，天啓二年（1622年）調山陰知縣，丁憂歸。六年補河陽，因忤逆魏忠賢，一直無法升遷。不久轉為戶部廣東司主事，管新餉，崇禎元年升郎中，二年以治理邊疆才能外任河南副使，三年改任山西口北道副使，駕馭軍隊有方。舊制道內的圍戶，一年可得三百銀及若干俸祿，范鑛將他們交給部下；四年加升參政，七年被革職。後累擢河南副使、貴州屯田參議。
崇禎十七年（1644年）七月，以都察院僉都御史巡撫貴州，拒絕靖江王朱亨嘉偽詔，帶兵防御。
隆武帝時，范鑛升任為兵部右侍郎、都察院副都御史，總督滇黔，駐在貴陽，讓周文燦調兵。平溪有僧人查繼仁冒稱弘光帝，范鑛洞悉奸計，領兵上殿，披幄打開戴巾，綁住查繼仁審訊，繼仁伏誅。
永曆元年（1647年），孫可望攻入烏江，范鑛監督皮熊與副總兵楊吉三千名士兵守江，但在南山戰敗，前往定番，再回到貴陽。四月，苗藍二叛亂，攻佔湄潭黃平關，他派平越總兵張才平定，次月晉升為兵部尚書。孫可望派李定國到貴陽，他和皮熊、瞿㫤、蔣克達、陳勰宗、莫宗文於苗寨躲避；李定國兵馬沒有入城，派人告知范鑛關於孫可望願意結盟，受命南明朝廷的事。他從容地說明大義，又說：「假如孫可望背棄聯盟，又如何？」定國回應：「扶明的我會尊奉，背盟的我會殺死。」於是在新添結盟後離去。永曆二年（1648年）七月，王祥包圍貴陽，他指令武邦賢解圍；兩年後（1650年），范鑛上疏論及胡執恭矯詔的罪行，十二月時孫可望授與他行營吏部尚書職務。次年（1651年），他與陳起相到安龍拜見永曆帝；不久，在永曆六年（1652年）任吏部尚書、東閣大學士。
孫可望失勢，朝廷大臣公開彈劾其黨，范鑛和方宣、任僎、朱運久、吳中蕃、張夔龍等人被送往三法司審問，他因憂懼而去世，永曆帝表示哀悼，在永曆十二年（1658年）追贈太子太師、武英殿大學士。。

## 家族
曾祖范巡，贈刑部郎中，累贈陕西副使。祖父范懋和，貴州參政。父范岷彙，壬辰進士。

## 引用
1. ↑  錢海岳《南明史·卷四·本紀第四》：（永曆十一年九月）辛酉，……大學士范鑛、尚書陳謹卒。
2. 1 2  錢海岳《南明史·卷五十七·列傳第三十三》：范鑛，字我蘧，富順人。萬曆四十七年進士。授山陰知縣，歷上虞、河陽。忤魏忠賢，考最不遷。久之，轉戶部新餉員外郎。以邊才出為口北僉事，馭軍有方。故事，道有圍戶，歲得鏹三百及俸若干，一以歸部。累擢河南副使、貴州屯田參議。崇禎十七年七月，以僉都御史巡撫貴州，卻靖江王亨嘉偽詔，厲兵固圉。紹宗陞兵部右侍郎、副都御史，總督滇黔，駐貴陽。命周文燦調其兵。平溪有查繼仁，偽稱聖安皇帝，鑛燭其奸狀，以兵上殿，披幄揭所戴巾，縛訊之，具服伏誅。
3. ↑  道光《富順縣志·卷十九·封典志》：范岷獻，以子鑛廣恩贈光祿大夫。范岷彚，以嗣子鑛贈光祿大夫。
4. ↑  道光《富順縣志·卷二十一·鄉賢志下》：范鑛，字我蘧，岷彚子……
5. ↑  道光《富順縣志·卷十七·科甲志》：（萬曆）四十三年乙卯科（舉人）……范鑛 見進士
6. ↑  《萬曆四十七年己未科進士履歷》：范鑛，我蘧，诗二房，甲午九月初一日生。富顺县人，乙卯二十九，会一百四名，三甲一百三十八。都察院政，授浙江上余知县，壬戌調山阴，丁憂，丙寅補南知，丁卯升户部廣東司主事，管新饷，戊辰升郎中，己巳升河南付使，庚午改山西口北道，辛未升參政，甲戌革职。
7. ↑  錢海岳《南明史·卷五十七·列傳第三十三》：永曆元年，孫可望入烏江，督皮熊及副總兵楊吉以兵三千守江。戰南山敗績，走定番……已回貴陽。四月，苗藍二反，陷湄潭黃平關，督平越總兵張才敗之。五月，晉兵部尚書。可望使李定國至貴陽，與熊、瞿㫤、蔣克達、陳勰宗、莫宗文避苗寨。定國兵不入城，使人告鑛，以可望受命為朝廷效力，願結盟。鑛從容開陳大義，且曰：「假可望渝盟，奈何？」定國曰 ：「扶明我則奉之，渝盟我則誅之。」遂盟於新添而去。二年七月，王祥圍貴陽。督武邦賢卻之，圍解。四年，疏論胡執恭矯詔罪。十二月，可望除行營吏部尚書。五年，與陳起相謁安龍。六年，拜吏部尚書、東閣大學士。
8. ↑  錢海岳《南明史·卷五十七·列傳第三十三》：可望敗，廷臣公疏糾黨逆，與方于宣、任僎、朱運久、吳中蕃、張夔龍等下三法司提問。鑛憂悸卒，昭宗追悼之，十二年贈太子太師、武英殿大學士。